# Зубен Ел Шемали
Зубен Ел Шемали (на арабски: الزبن الشمالية − „северен нокът“) е най-ярката звезда от съзвездието Везни. Представлява горещо синьо-бяло джудже от спектрален тип B (B8), с температура на повърхността от порядъка на 12 000 K. Високата температура на звездата и нейният прост спектър я прави идеален инструмент за изследване на междузвездния газ намиращ се между нея и Слънцето. Подобно на повечето звезди в своя клас тя се върти около 100 пъти по-бързо от Слънцето. Радиалната ѝ скорост е около −35,2 km/s.